# 第26屆金鐘獎
第26屆金鐘獎是1991年台灣廣播、電視業界的年度盛事之一，表揚1991年度傑出的台灣廣播和電視之藝人。
本屆金鐘獎一大特色是行政院新聞局與民間合辦，國立政治大學校長張京育兼任評審委員會主任委員，1991年4月26至27日在台北市國父紀念館舉行頒獎典禮，是金鐘獎首次分兩階段頒獎。

## 電視部分
下列之標記為該獎項得獎者。

## 外部連結
- 80年金鐘獎得獎名單【廣播部份】 （页面存档备份，存于）.文化部影視及流行音樂產業局.1991-04-01
- 80年金鐘獎得獎名單【電視部份】 （页面存档备份，存于）.文化部影視及流行音樂產業局.1991-04-01